# Centennial Peak
Il Centennial Peak (in lingua inglese: Picco del Centenario) è un picco roccioso antartico, alto circa 4.070 m, situato 10,5 km a sud-sudest del Monte Wade, nelle Prince Olav Mountains, catena montuosa che fa parte dei Monti della Regina Maud, in Antartide. 
Fu mappato dall'United States Geological Survey (USGS) sulla base di ispezioni in loco e di foto aeree scattate dalla U.S. Navy nel 1960–65.
La denominazione è stata assegnata dall'Advisory Committee on Antarctic Names (US-ACAN) nel 1970 per il centenario dell'Ohio State University (Università statale dell'Ohio). Nello stesso anno si celebravano anche i primi dieci anni dell' Institute of Polar Studies (Istituto di studi polari) della stessa università. Sia l'università che l'istituto erano stati molto attivi nelle investigazioni antartiche sin dal 1960.